# ウィリアム・クラーク・イーストレイク
ウィリアム・クラーク・イーストレイク（William Clark Eastlake / Eastlack, 1834年3月25日 - 1887年2月16日）は、米国出身の歯科医。幕末に来日し、日本の近代歯科医学の発展に貢献した。「日本の近代歯科医学の父」と呼ばれる。本名はEastlack、のちEastlacke,、Eastlakeと改名した。

## 経歴
1834年3月25日、アメリカ合衆国ニュージャージー州グロスター郡に生まれる。イーストレイク家はイギリスのヨーク家から起こった家系であったが、父であるリチャード・W・イーストラック（?–1881）の時代に渡米帰化した。その際にイギリスに残した世襲財産は没収され、イギリスにおける家系は絶えた。ウィリアムの代からイーストレイクを名乗る。
1855年11月1日、米国フィラデルフィア生まれのアルミラ・ヴァーノン・ローズ(1834-1896)と結婚。1858年に長男フレデリック・イーストレイク誕生。
1860年1月16日、アメリカ合衆国より日本への渡航免状（第16909号）を受け、同年2月4日に帆船でニューヨークを出港、同年5月28日香港に到着、香港、上海で診察を行った。なお、1860年に初来日し1868年の来日の際に開業したと考えられていたが、1860年の香港の出入港記録及び香港での診察広告や日程から、実際には1860年には来日していなかったと考えられる。息子のフレデリックは父親の初来日を1861年としている。当時の新聞広告などから、1865年にも来日し、その際に横浜で開業していたことが判明している。宣伝文に「骨あるいは象牙蝋石にて造りしに非ず、セトモノに類せし金で造りし故、持甚宣敷つやなど天然の歯に異ならず」とあり、それまでの歯科治療とは一線を画すことを謳っている。
香港、上海で開業中の1864年、妻が米国に帰省し次男ウィリアムを出産。1865年7月28日、フリーメイソン上海支局においてフリーメイソンに加入。翌1866年11月28日に第3級（Master Mason）となった。また、香港居住中、アジア各地の動植物を採集し、米国へ送った。
1865年9月に日本に転居。妻と子供たちを米国へ帰し、単身長崎で開業。その後横浜の山下居留地108番で開業した
1869年12月、弟子の長谷川保兵衛(のち長谷川保)を同伴し横浜を去り、上海、香港などで診察を行った後、1871年に家族と共にドイツのベルリンに転居し、当地で開業。ドイツ在住中は、在独米国人医師会のセクレタリーを務め、社交界でも活動しビスマルクと交際した。また、歯痛に悩まされていた当時の駐独代理公使品川弥二郎を治療した。長年イーストレーキの助手を務めた長谷川は、品川に帰国を勧められ、1876年に東京・本所で開業した。
1873年3月14日、オハイオ歯科大学にてD.D.S.の学位を取得。
1875年、論文「Suggestions」を『The Dental Cosmos』Vol.17, No.10, October 1875に寄稿。1879年に妻とともにベルリンから香港に再び転居して開業、米国人医師のほか、長谷川の弟子の安藤二蔵（安藤太郎の弟）が助手を務めた。
1881年、再び来日。横浜の山手160番館で開業。
1884年、当時の日本では外国人が居留地以外に住むことは禁じられていたが、福澤諭吉の保証のもとに東京麹町一番町12番地に転居。この住宅へは福澤諭吉、島田三郎、植村正久などがしばしば訪れ、福澤諭吉の治療を行なうこともあった。
1887年2月26日、築地病院で死去。青山墓地の外人墓地区に無縁仏として葬られた。

## 死後
1900年にはウィリアムが採集した生物標本がスミソニアン博物館に寄贈された。
1935年、墓が発見されると、その地に社会歯科医学会が感謝の意を示す碑を建設した。また、1985年には横浜の診療所跡地に『我国西洋歯科医学発祥の地』の記念碑が設立されたが、現在は神奈川県歯科保健総合センター前に移されている。

## 親族
妻のアルミラ・ヴァーノン・ローズは、米国ニュージャージー州出身のフランシス・B・ローズの娘として1834年にペンシルバニア州フィラデルフィアで生まれ、父親が亡くなった翌年、ウィリアムと結婚。夫没後も日本で暮らし、長男の英語学校を手伝う傍ら、米国誌に日本紹介記事を執筆、肺炎のため1896年に没し、夫ともに青山墓地に眠る。
長男のF・W・イーストレイクは英語教育家。
次男のウィリアム・デラノ・イーストレイク（1864年 – 1910年）は東京医科大学在学中に渡米して米国でドクターを取得、現地で結婚したのち、日本に戻り、46歳で東京で病没した。その息子のロジャー・デラノ・イーストレイク（1889年 – 1950年）は日本で生まれたが、父親が没後、米国の母のもとに移り、米国海軍に所属、1922年に妻殺しの容疑者として13歳年上の愛人とともに逮捕され、イーストレイク家殺人事件として世間を騒がせた。裁判では証拠不十分でロジャーは無罪、愛人は22年の刑となった。判決後に、ロジャーが殺された妻の浮気を知っていたことや新しい別の愛人がいたことがわかり、ロジャーの犯行も疑われたが不再理のため放免され、新しい愛人と再婚、軍人として第二次大戦では日本語ができることから重宝された。2番目の妻と婚姻中に別の愛人と、1931年生まれを頭に3人の子をもうけ、2番目の妻が亡くなったのち、1947年に再婚、1950年に60歳で亡くなった。